# 船引神楽
船引神楽（ふなひきかぐら）は宮崎市清武町船引地区に伝わる神楽。五穀豊穣と子孫繁栄を願って、毎年3月に、船引神楽保存会が舞を奉納する。
全33番のうち28番が残っている（31番とするものもあり）。
江戸時代中期には既に確立していたとされる。1991年には宮崎県教委が県無形民俗文化財に指定した。舞の由来や舞台の飾り付け方について解説した冊子を1992年に町の教育委員会が制作、2010年には保存会が改訂版を完成させた。1990年代末ごろからは後継者育成のため、児童による神楽奉納も始められた。一時は無観客で奉納されていたが、2023年には150人の観客の前で披露された。
1. 1 2 3  「清武の伝統受け継ぐぞ 児童「船引神楽」を練習」『宮崎日日新聞』2007年3月8日15面
2. 1 2 3  「伝統の船引神楽冊子に 清武の保存会 由来や所作28番詳しく」『宮崎日日新聞』2010年3月13日27面
3. ↑  「船引神楽保存会 奉納向け稽古に汗」『宮崎日日新聞』2017年3月5日24面
4. ↑  「船引神楽 勇壮な舞 五穀豊穣や子孫繁栄祈る」『宮崎日日新聞』2017年3月22日22面
5. 1 2  「「弥五郎どん」「船引神楽」 県無形文化財に指定」『宮崎日日新聞』1991年3月16日24面
6. 1 2  「春神楽 船引神楽」『宮崎日日新聞』2023年3月24日19面
7. ↑  「若手2人 船引神楽継承へ」『宮崎日日新聞』2022年3月26日14面
8. ↑  「船引神楽保存会 奉納向け稽古に汗」『宮崎日日新聞』2017年3月5日24面